# Charaxes sumatranus
Charaxes sumatranus är en fjärilsart som beskrevs av Rothschild 1898. Charaxes sumatranus ingår i släktet Charaxes och familjen praktfjärilar. Inga underarter finns listade i Catalogue of Life.